# Vine Linux
Vine Linux（ヴァイン・リナックス）は、RPM系の日本国産Linuxディストリビューションである。1998年にPJEのメンバーを主体として開発が始まった。以前はRed Hat Linuxの派生であったが、バージョン3.0からはProject Vineのメンバーを中心に独自に開発が進められている。開発版の名称は VineSeed。各バージョンのコードネームはワインの名称から採られている。Linux Standard Baseには準拠していない。2021年5月4日、VineSeed以外の全てのリリースの終了が告知された。

## 特徴
1990年代後半、海外製のLinuxディストリビューションがまだ日本語に対応していなかった時代に登場したVine Linuxは、日本語に対応するLinuxディストリビューションの先駆けの一つである。2001年頃まで日本語環境を必要とするユーザに人気があった。しかし、Linuxが広まるにつれて、FedoraやUbuntuなどの初心者にやさしいディストリビューションが登場し、それらが人気になった。
開発はProject Vineを中心に行われており、皆が自分の欲しいOSを作っている。
他のメジャーなディストリビューションに比べセキュリティーの修正が遅い場合もある。
Emacs 、LaTeX の日本語環境などのデフォルト設定、プログラミング環境（GCC など）、JM Projectの日本語マニュアルの採用という特徴がある。また、Project Vineが開発しているVLゴシックフォントファミリが標準で採用されている。

## サポート
セキュリティはVine Linux Security Watch Teamが対応しており、修正プログラムは原則として次のメジャーバージョンリリースから1年後まで提供される。
修正パッケージはソフトウェアのバージョンアップではなく不具合箇所の修正のみが基本方針となっている。セキュリティの修正のためにソフトウェアの挙動が変更される問題を防ぐためである。
マイナーバージョン同士では大きな変更がないため修正パッケージを共用できる可能性が高いが、バージョンアップが推奨されている。これは新しいマイナーバージョン環境で修正パッケージを作成しているためである。
バージョン6.xよりppc(PowerPC搭載のMacintosh)は対応アーキテクチャから外された。

## VinePlus
VinePlusはVine Linux対応のRPMパッケージである。各RPMパッケージはProject Vineが管理するサーバで配布されているが、OSをアップグレードした場合に動作しなくなる可能性があるなど、自己責任で利用する必要がある。
過去にはVinePlusにあるRPMパッケージのインストールに必要なパッケージがサーバにないという事例も存在した。
バージョン3.0からVinePlusは細分化され、メンテナが不在で更新頻度が極度に低いパッケージはextrasやorphanedというリポジトリに分離された。これらはapt-getを使ってインストールすることもできるが、aptの設定ファイルを書き換える必要がある。
VinePlusは原則としてFHS 2.3には準拠しておらず、FSSTND1.2に準拠している。
特許内容を実装しているソフトウェアのように使用制限があるソフトウェアは利用者自身がインストールする必要がある。VinePlusはそれらRPMパッケージを作成するためのSRPMパッケージをnonfreeリポジトリに用意している。

## 主要なバージョンの一覧表
Vine Linuxの主要なバージョンにはコードネームがつけられており、VinePlusなどのパッケージやサポート期限もそれに応じて用意される。
| バージョン                                                             | コードネーム         | リリース日     | サポート期限                   |
| ---------------------------------------------------------------------- | -------------------- | -------------- | ------------------------------ |
| 1.0                                                                    | Nahe                 | 1999年3月28日  | 2000年1月11日（サポート終了）  |
| 1.1                                                                    | Rheingau             | 1999年6月4日   | 2000年1月11日（サポート終了）  |
| 2.0                                                                    | Sociando-Mallet      | 2000年4月14日  | 2003年4月7日（サポート終了）   |
| 2.1                                                                    | Cissac               | 2000年11月4日  | 2003年4月7日（サポート終了）   |
| 2.1.5                                                                  | Calon-Segur          | 2001年3月24日  | 2003年4月7日（サポート終了）   |
| 2.5                                                                    | Domaine de Chevalier | 2002年4月15日  | 2006年2月28日（サポート終了）  |
| 2.6                                                                    | La Fleur de Bouard   | 2002年10月25日 | 2006年2月28日（サポート終了）  |
| 3.0                                                                    | Valandraud           | 2004年8月2日   | 2007年11月22日（サポート終了） |
| 3.1                                                                    | Pichon Lalande       | 2004年11月26日 | 2007年11月22日（サポート終了） |
| 3.2                                                                    | Ducru Baucaillou     | 2005年9月18日  | 2007年11月22日（サポート終了） |
| 4.0                                                                    | Latour               | 2006年11月22日 | 2010年8月23日（サポート終了）  |
| 4.1                                                                    | Cos d'Estournel      | 2007年2月22日  | 2010年8月23日（サポート終了）  |
| 4.2                                                                    | Lynch Bages          | 2007年12月25日 | 2010年8月23日（サポート終了）  |
| 5.0                                                                    | Lafite               | 2009年8月24日  | 2012年8月6日（サポート終了）   |
| 5.1                                                                    | Cheval Blanc         | 2010年2月26日  | 2012年8月6日（サポート終了）   |
| 5.2                                                                    | Palmer               | 2010年11月30日 | 2012年8月6日（サポート終了）   |
| 6.0                                                                    | Haut Brion           | 2011年8月6日   | サポート終了                   |
| 6.1                                                                    | Pape Clement         | 2012年7月30日  | サポート終了                   |
| 6.2                                                                    | Haut Bailly          | 2013年10月16日 | サポート終了                   |
| 6.3                                                                    | Malartic Lagraviere  | 2015年2月26日  | サポート終了                   |
| 6.5                                                                    | Poupille             | 2017年4月3日   | サポート終了                   |
| 凡例サポート終了サポート中現行バージョン最新プレビュー版将来のリリース |                      |                |                                |